# Harding (Südafrika)
Harding ist eine Stadt in der Gemeinde uMuziwabantu im Distrikt Ugu (KwaZulu-Natal, Südafrika). Sie liegt im Tal des Flusses Mzimkulwna im Westen der Region South Coast in 899 Metern Höhe. 2011 hatte die Stadt 9544 Einwohner. Die Stadt ist in der Nähe von Kokstad im ehemaligen Griqualand East gelegen. Das Oribi Gorge Nature Reserve und Port Shepstone befinden sich ebenfalls in South Coast, allerdings in deren östlichem Teil.
Die Stadt erhielt ihren Namen von Sir Walter Harding, dem ersten vorsitzenden Richter Natals. Ursprünglich war die Stadt als militärischer Posten gedacht, nachdem die Briten 1874 die Herrschaft über Griqualand East übernommen hatten. Die reichlichen natürlichen Ressourcen der Region brachten einen gewissen Wohlstand, so dass 1882 bereits das erste Hotel der Stadt gebaut wurde. Allerdings war das Gebiet immer noch „Niemandsland“. Um es abzusichern, mussten eine Kaserne für 25 berittene Polizisten und eine Unterkunft für einen Distriktrichter errichtet werden.
Den großen wirtschaftlichen Aufschwung brachte die Alfred County Railway, eine Schmalspurbahn, die ab 1917 Harding mit der Hafenstadt Port Shepstone verband. Die wirtschaftlichen Aktivitäten in Harding liegen hauptsächlich im Molkereiwesen und im Anbau von Nutzholz.
Der Güterverkehr per Bahn endete 2001 durch Verlagerung auf Straßentransport. Um den nördlichen Ortsrand von Harding verläuft heute die gut ausgebaute Nationalstraße N2.
In Harding gibt es einen Flugplatz mit zwei Landebahnen, die 1127 Meter und 731 Meter lang sind. Er liegt auf 879 Metern über dem Meeresspiegel.

## Söhne und Töchter der Stadt
- Guy Payn, südafrikanischer Cricketspieler (1892–1976)[6][7]
- Edward Richard Rawlinson (1883–1961)[6][8]